# Casa degli spiriti

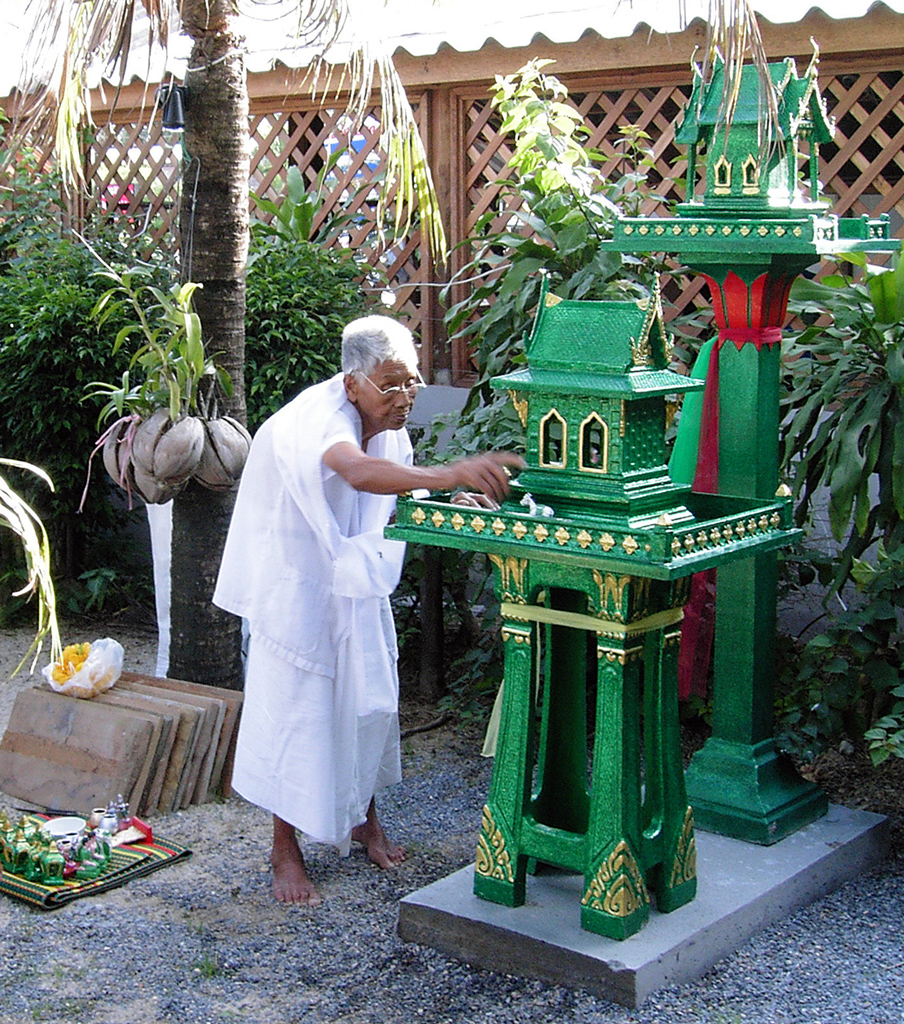
Cerimonia di inaugurazione di due case degli spiriti celebrata da un bramino a Koh Samui, in Thailandia

Una casa degli spiriti (in lingua birmana: နတ်စင် o နတ်ကွန်း, traslitterati nat hcai e nat kwann; in lingua thai: ศาลพระภูมิ, traslitterazione RTGS san phra phum; in lingua khmer: rean tevoda o pteah phum; in lingua lao: ຫໍພະພູມ, traslitterato ho pha phum) è un piccolo santuario in miniatura dove, secondo una credenza di origine animista, ha dimora lo spirito che protegge il luogo in cui la casa degli spiriti si trova. Viene di solito costruita nei giardini di pertinenza di case, edifici commerciali, templi ecc. ed è diffusa in Thailandia, Laos, Cambogia e Birmania.

## Associazione con il buddhismo
Gli abitanti di questi Paesi sono in grande prevalenza devoti al buddhismo theravada ma conservano alcune delle tradizioni dell'animismo che era praticato prima dell'introduzione del buddhismo; i riti animistici, insieme a quelli del brahmanesimo e dell'induismo, fanno tuttora parte della loro vita quotidiana. In particolare si è ipotizzato che l'associazione di due religioni così diverse come il buddhismo, legato ad aspetti spirituali, e l'animismo, che si basa spesso su aspetti materiali, possa appagare i diversi bisogni psicologici che ciascuna delle due religioni soddisfa solo parzialmente e le renda quindi in parte complementari malgrado siano sotto diversi aspetti in conflitto tra loro.

## Descrizione
La casa degli spiriti ha la forma di una casa o di un tempio, è sorretta da una colonna e può essere riccamente decorata, una spoglia capanna ecc. Viene eretta in un luogo propizio scelto dal bramino che presiede alla cerimonia con cui si invita lo spirito a proteggere l'immobile. Si pensa che lo spirito possa inoltre portare benessere agli abitanti e ai proprietari dell'immobile stesso. In segno di ringraziamento vengono di frequente poste nella casa degli spiriti delle semplici offerte votive, spesso sotto forma di cibo.

### Altri tipi di case degli spiriti

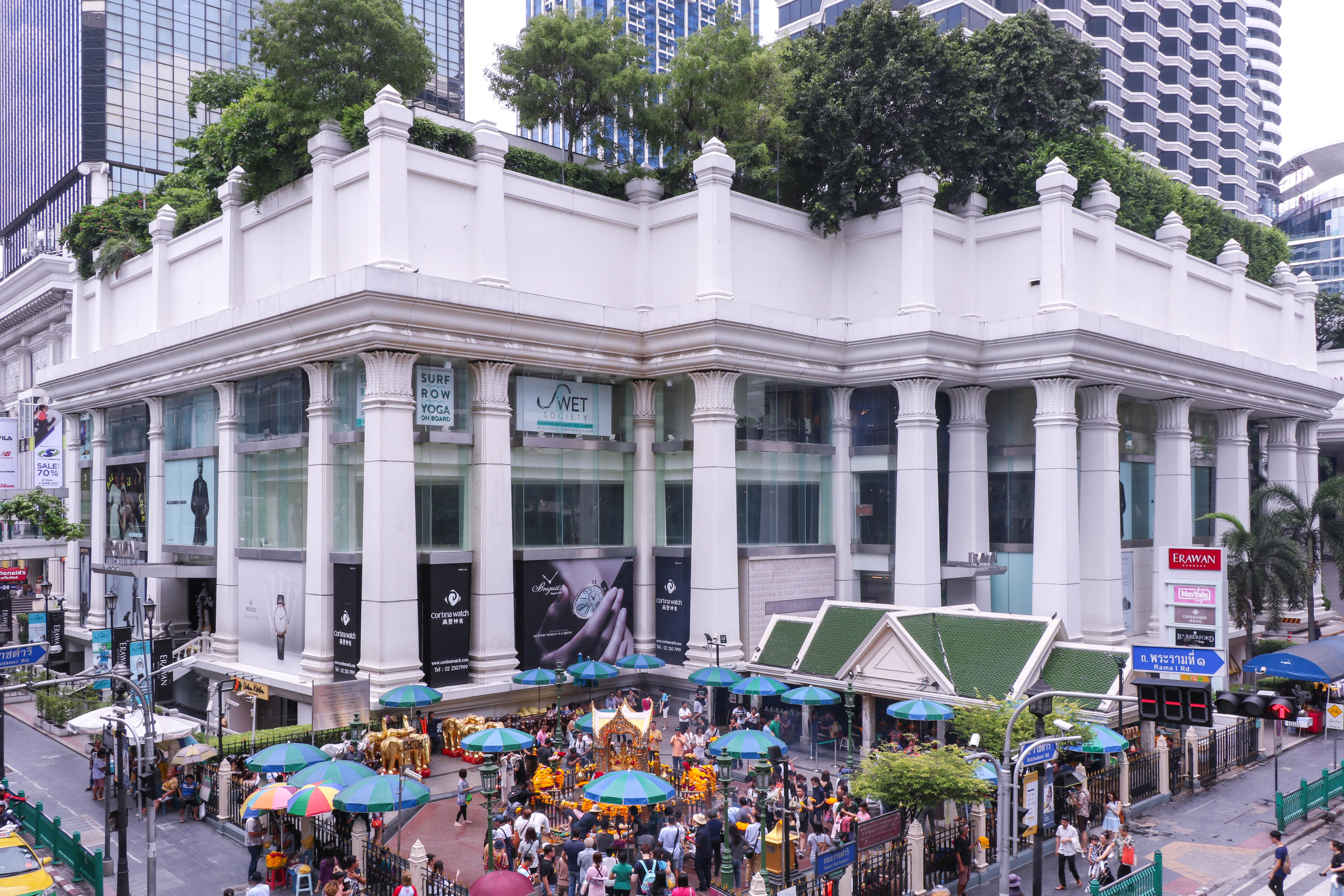
Bangkok. La casa degli spiriti all'angolo dell'hotel Grand Hyatt Erawan, la più famosa della Thailandia

Nei complessi di grandi centri commerciali o in spazi pubblici nelle zone centrali di grandi città dei suddetti Paesi si possono trovare case degli spiriti di grandi dimensioni situate su un basamento sopraelevato anziché su una colonna, nelle quali molti fedeli vanno a pregare per ottenere la protezione degli spiriti e portare offerte votive. Oltre che nei maggiori centri abitati, dove sono concentrate le etnie buddhiste di thai, laotiani, cambogiani e birmani, anche negli sperduti villaggi delle minoranze etniche dove si professa esclusivamente l'animismo vi sono case degli spiriti, seppur dislocate, costruite e celebrate in maniera diversa. Anche in Vietnam, dove la fede theravada è quasi inesistente mentre buona parte della popolazione professa il buddhismo Mahāyāna, vengono a volte costruite case degli spiriti, ma sono molto diverse in quanto legate, secondo il culto degli antenati, agli spiriti dei familiari deceduti.

## Galleria d'immagini

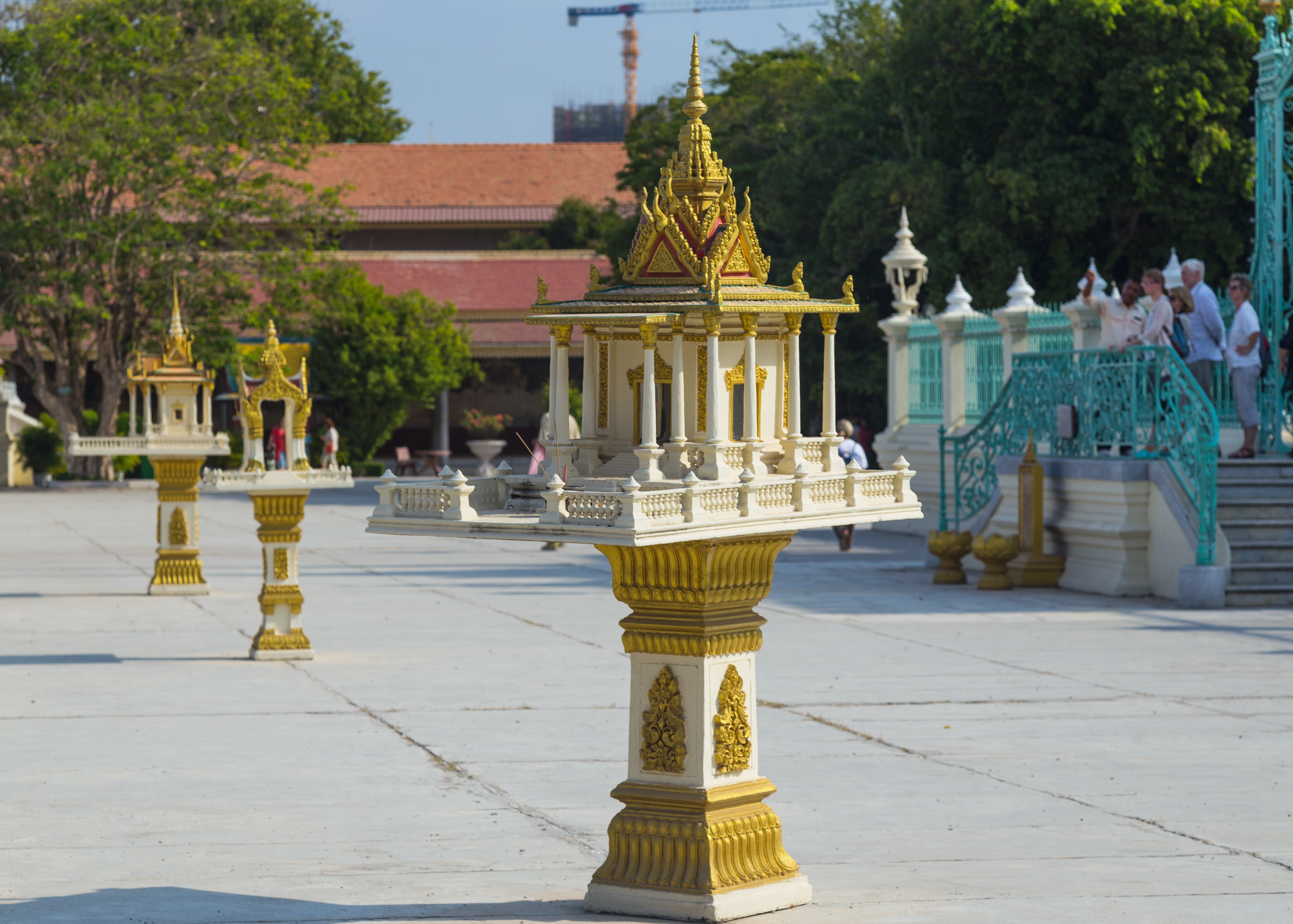
Case degli spiriti nel palazzo reale di Phnom Penh, in Cambogia
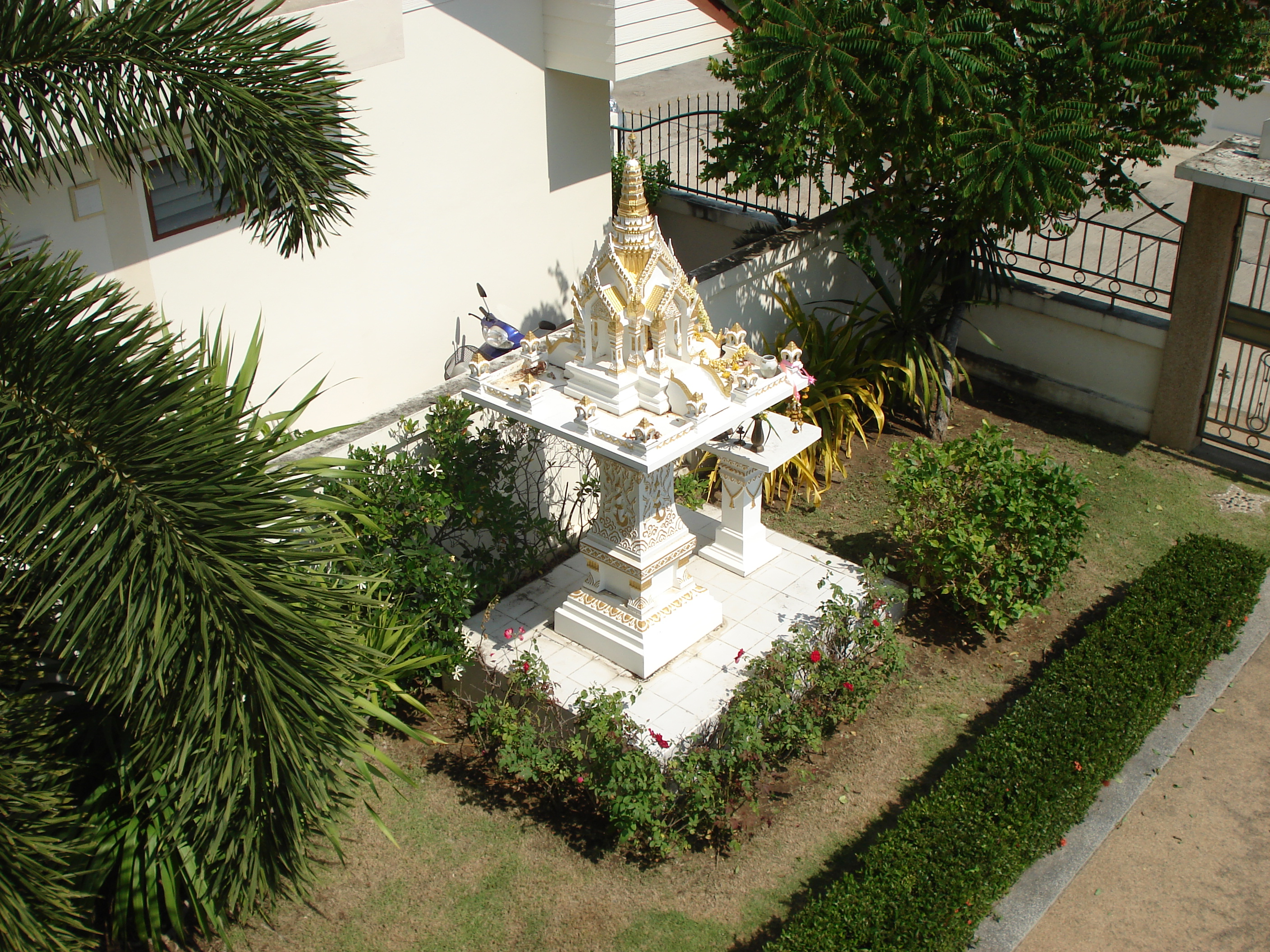
Elegante san phra phum in un giardino di Hua Hin, Thailandia
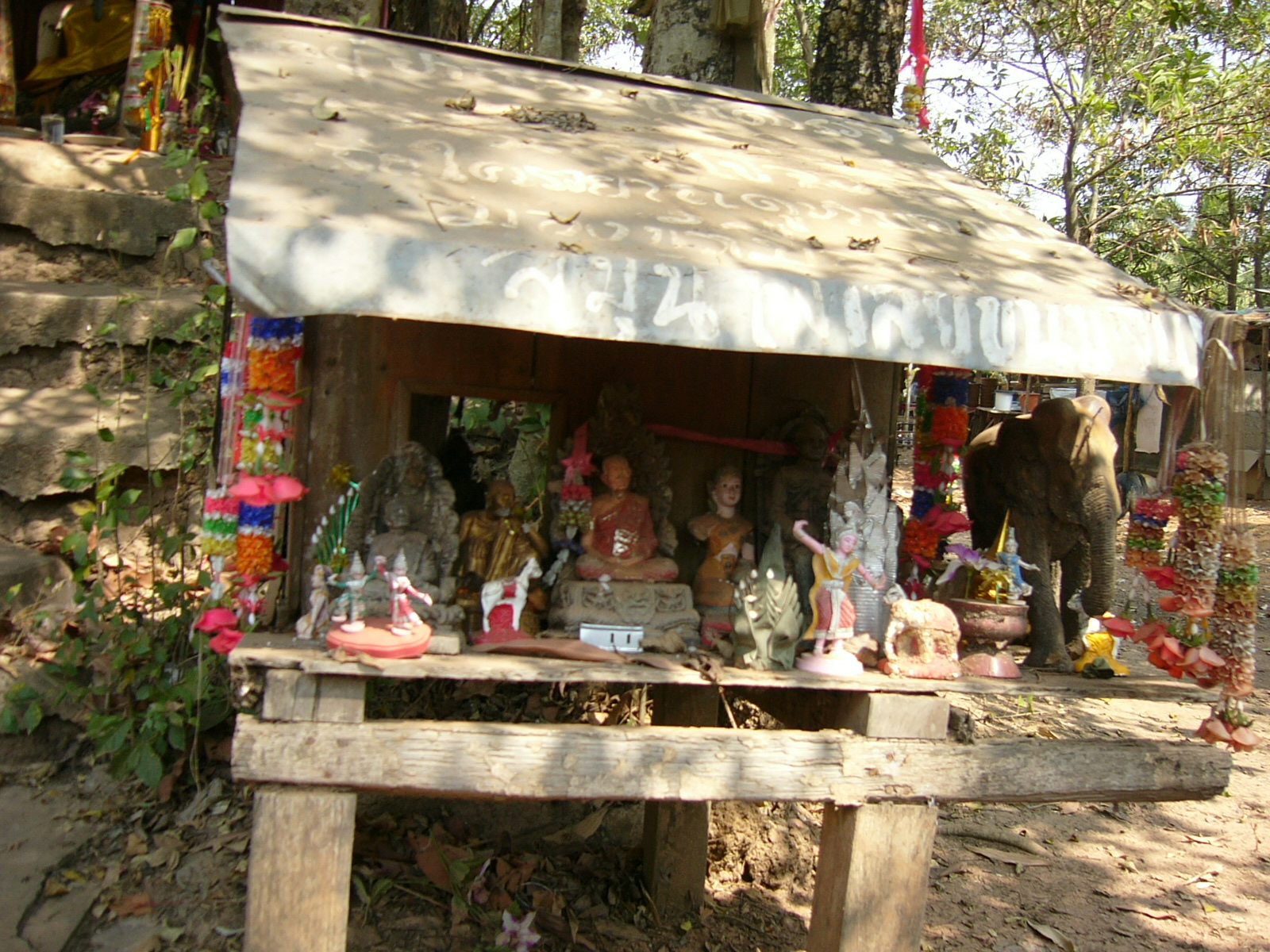
Semplice casa degli spiriti in un wat dell'Isan
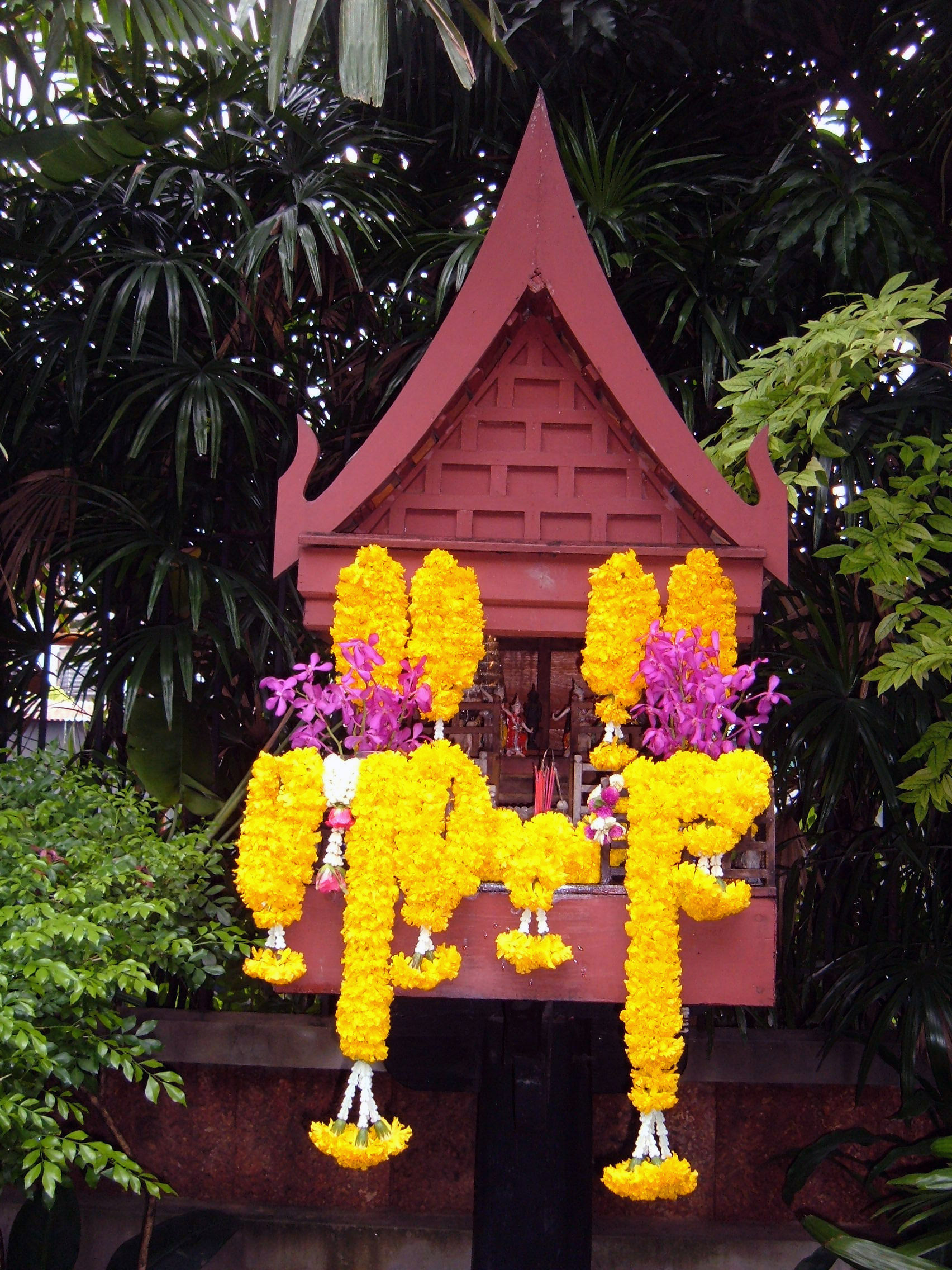
Le caratteristiche phuang malai offerte in una delle case degli spiriti della casa di Jim Thompson a Bangkok
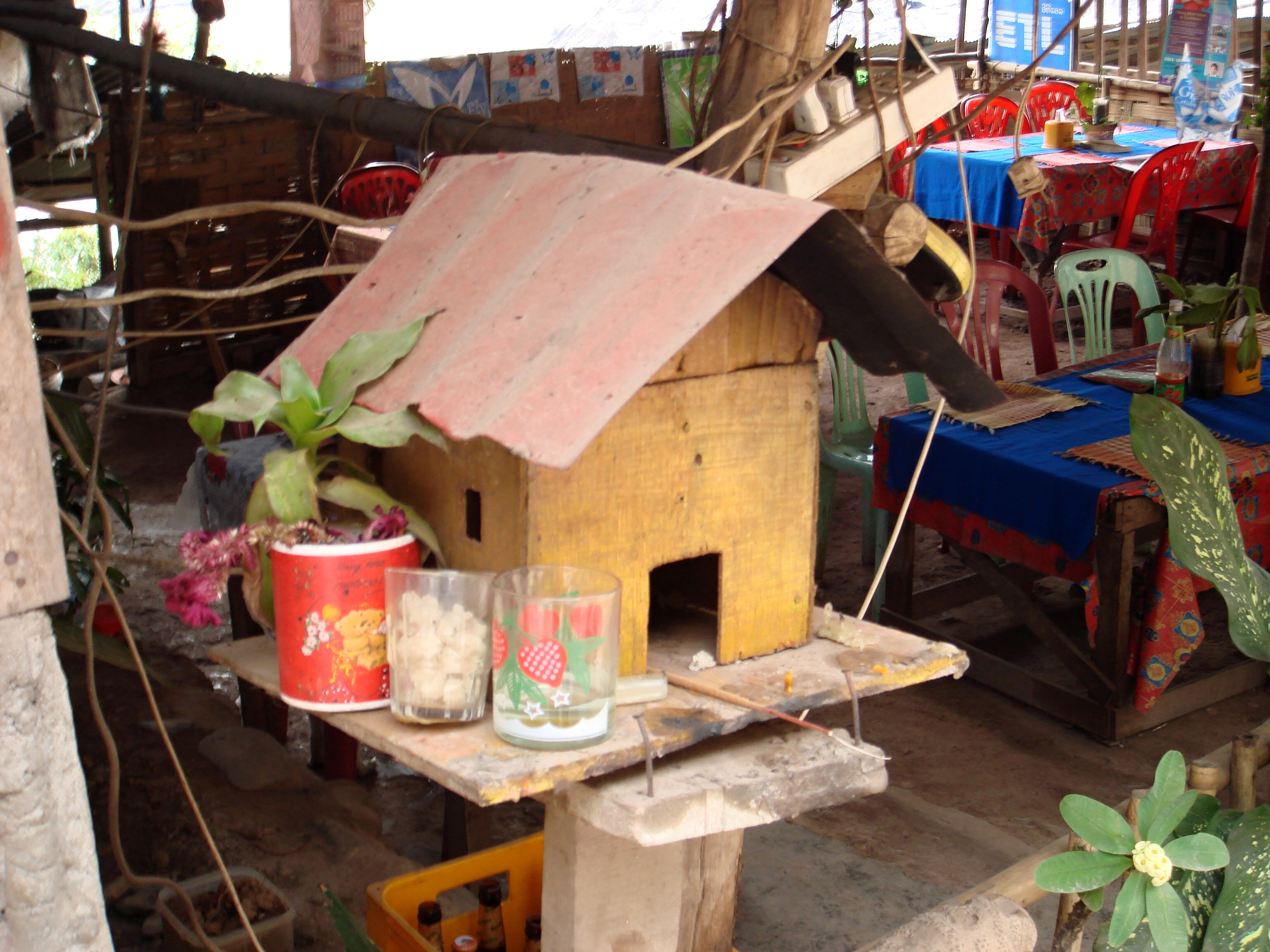
Rudimentale ho pha phum nel distretto di Pak Beng, in Laos del nord-ovest
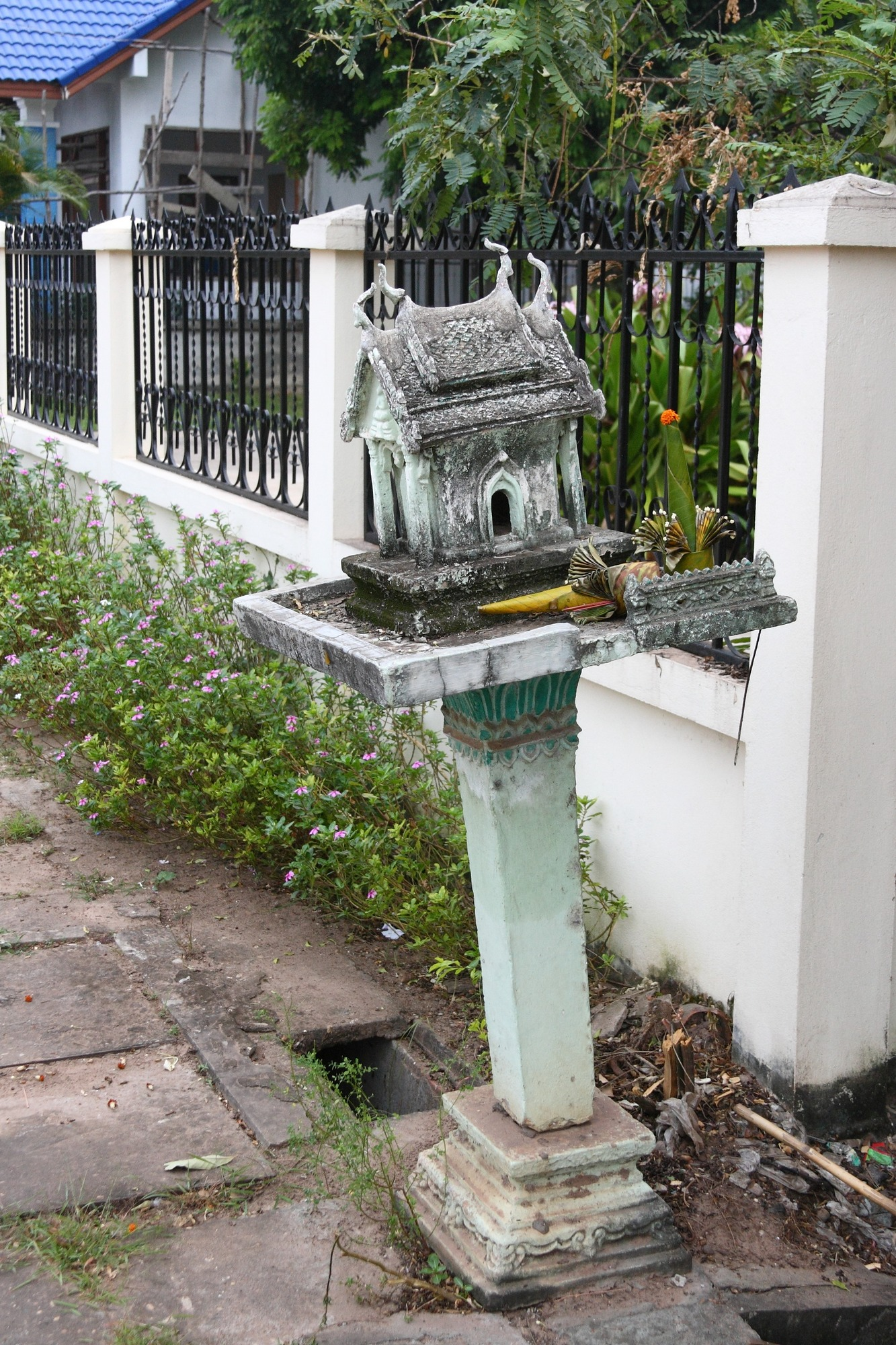
Savannakhet, Laos meridionale
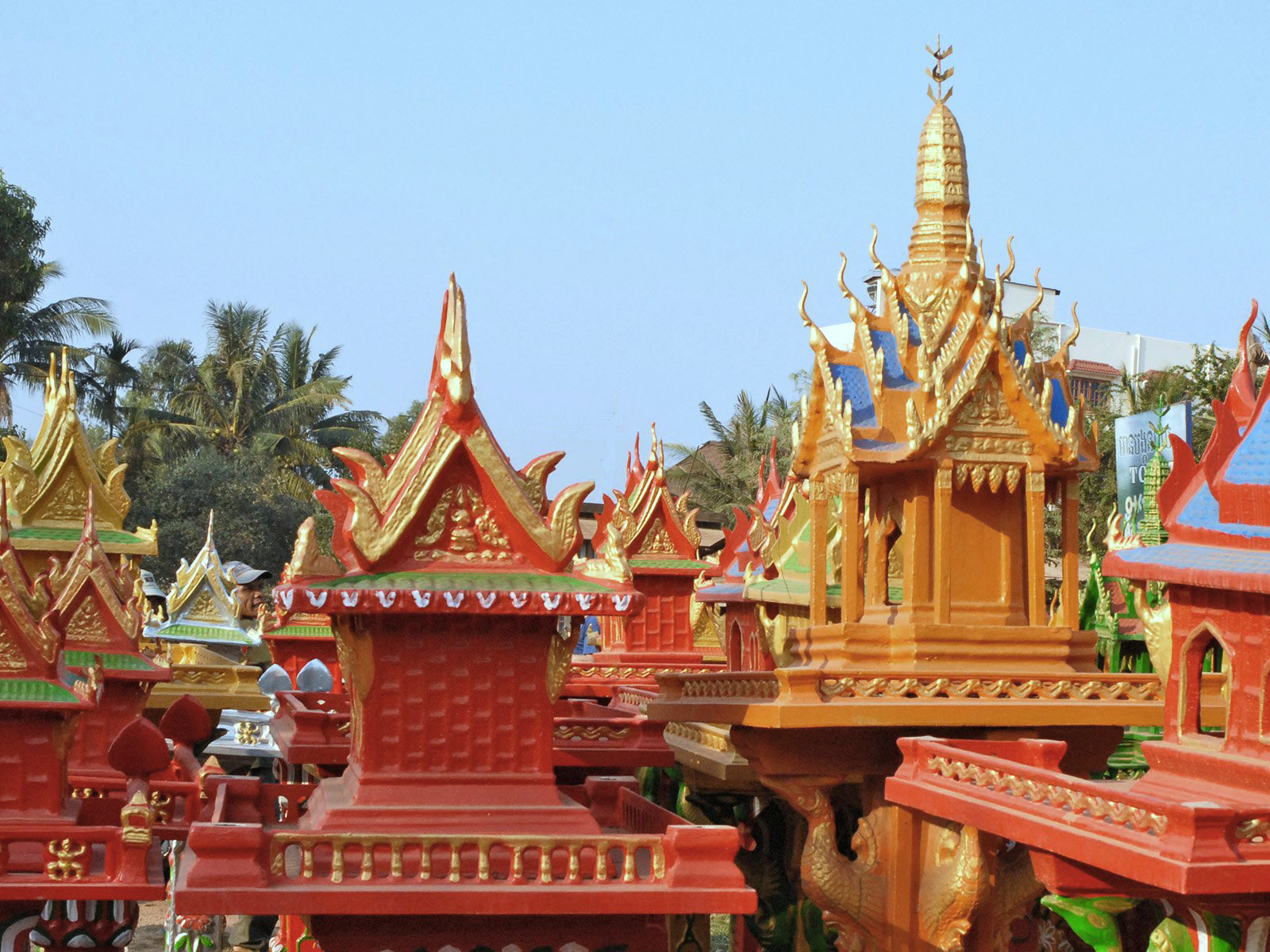
Vendita di case degli spiriti in Cambogia
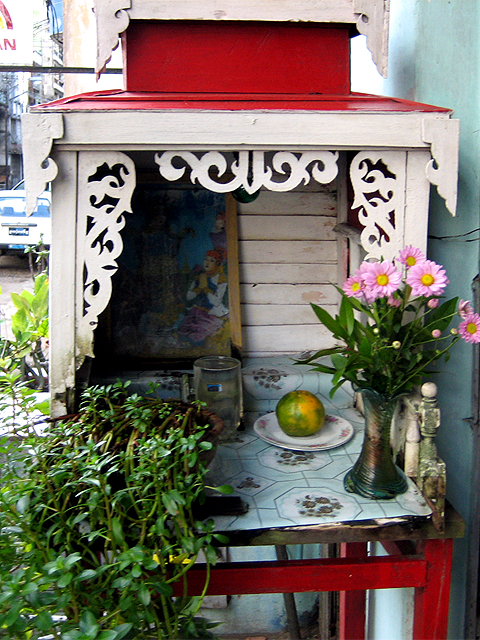
Casa di un nat, tradizionale spirito birmano, a Yangon